# زاركو نيكوليتش
زاركو نيكوليتش، من مواليد 16 أكتوبر 1938، لاعب كرة قدم يوغسلافي سابق.
لعب مع منتخب يوغسلافيا لكرة القدم.

## مسيرته الكروية
لعب زاركو نيكوليتش خلال مسيرته الاحترافية مع ناديين في خمسة عشر موسمًا وسجل خلالها 12 هدفًا ضمن 238 مباراة. ولم يفز بأي موسم بالكأس وفاز في موسم واحد بالدوري.
خاض زاركو نيكوليتش مسيرته مع نادي فويفودينا في موسم 1954–55 في المرة الأولى ليلعب معه اثنا عشر موسمًا ثم في موسم 1968–69 لمدة موسم واحد، مشاركًا طوالها في 227 مباراة سجل خلالها 12 هدفًا. ثم انتقل إلى نادي شالكه 04 في موسم 1966–67 ولمدة موسمين، حيث شارك في 11 مباراة ولم يسجل أي هدف.

## روابط خارجية
- زاركو نيكوليتش على موقع الاتحاد الدولي (مؤرشف)  (الإنجليزية)
- زاركو نيكوليتش على موقع قاعدة بيانات كرة القدم.إي يو (الإنجليزية)
- زاركو نيكوليتش على موقع بيانات كرة القدم. دي إي (الألمانية)
- زاركو نيكوليتش على موقع ناشيونال فوتبول تيمز (الإنجليزية)
- زاركو نيكوليتش على موقع عالم كرة القدم.نت (الإنجليزية)
- زاركو نيكوليتش على موقع أوليمبيديا (الإنجليزية)